# Station Artenay
Station Artenay is een spoorwegstation in de Franse gemeente Artenay.